# Tong, Lewis

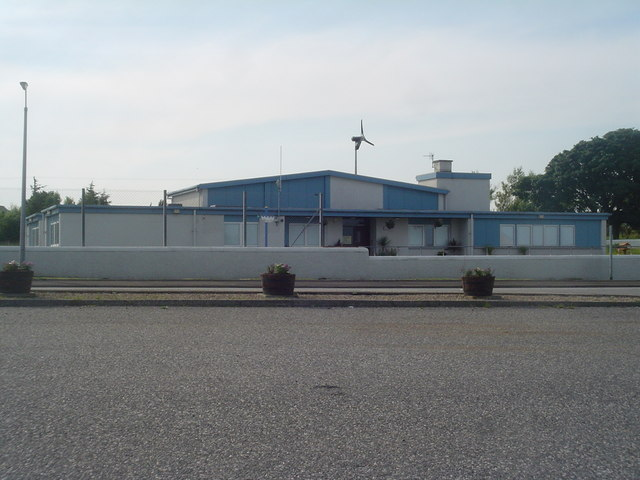
Skolan i Tong.

Tong (skotsk gaeliska: Tunga) är en ort på Lewis i Yttre Hebriderna i Skottland. Vid 2001 års folkräkning hade Tong 527 invånare. Tong ligger 6,4 km nordost om staden Stornoway.
Mary Anne Trump (född MacLeod; 1912–2000), mor till USA:s president Donald Trump, är född på Tong och 1930 flyttade hon därifrån till USA.